# Aéroport d'Ängelholm–Helsingborg
L'aéroport d'Ängelholm–Helsingborg (code IATA : AGH • code OACI : ESTA), est un aéroport situé en Suède, à environ 34 kilomètres de Helsingborg et 7 kilomètres d'Ängelholm.

## Histoire
Une base aérienne militaire a ouvert sur ce site en 1945. En 1960, les premiers vols commerciaux débutent. En 2002, l'armée de l'air quitte le site, et l'aéroport devient uniquement civil.

## Situation

### Carte des aéroports de Suède
| \| 50 km1:2 974 000 \| Montagnes · Sälen Ängelholm–Helsingborg Åre Östersund Arvidsjaur Borlänge Gällivare Göteborg-Landvetter Hagfors Halmstad Hemavan Tärnaby Jönköping Kalmar Karlstad Kiruna Kramfors-Sollefteå Linköping Luleå Lycksele Malmö Mora-Siljan Norrköping Örnsköldsvik Örebro Pajala Ronneby Skellefteå Stockholm-Arlanda Stockholm-Bromma Stockholm-Skavsta Stockholm-Västerås Sundsvall-Timrå Sveg Torsby Trollhättan–Vänersborg Umeå Växjö Vilhelmina Visby |
| 50 km1:2 974 000 |

## Statistiques
Pour des raisons techniques, il est temporairement impossible d'afficher le graphique qui aurait dû être présenté ici.

Voir la requête brute et les sources sur Wikidata.

## Compagnies aériennes et  destinations
| Compagnies                  | Destinations                                                       |
| --------------------------- | ------------------------------------------------------------------ |
| Braathens Regional Airlines | Stockholm-Bromma En saison : Sälen/Montagnes de Scandinavie, Visby |
| Scandinavian Airlines       | Stockholm-Arlanda En saison : Åre Östersund                        |

Édité le 25/06/2018  Actualisé le 27/02/2023

## Statistiques
L'aéroport d'Ängelholm–Helsingborg est le troisième aéroport le plus fréquenté du Götaland, et le 10e du pays. Il accueillait 412 852 passagers in 2013.